# Erich Thomas
Erich Thomas (* 23. September 1922 in Frankfurt am Main; † 24. April 2011) war ein deutscher Jurist.
Nach dem Studium des  Rechtes legte Thomas im November 1944 an der Friedrich-Schiller-Universität Jena das erste Staatsexamen ab. Im Juli 1949 folgte in Hamburg das zweite Staatsexamen. Am 1. August 1949 begann er seine juristische Karriere am Landgericht Hamburg, wo er zunächst fünf Jahre lang als Strafrichter tätig war. 1954 wurde er als Richter am Landessozialgericht Hamburg tätig. Am 1. Juli 1971 wurde er Vorsitzender eines Angestellten- und eines Kriegsopfersenates des Landessozialgerichtes. Ab 1. Februar 1974 war er Richter am Bundessozialgericht, bis er Ende März 1987 in den Ruhestand trat. Er gehörte am Bundessozialgericht dem 8. und 10. Senat an und war daher mit Angelegenheiten der Unfall- und Krankenversicherung, der Kriegsopferversorgung, des Konkursausfallgeldrechts und des Kindergeldrechts befasst.
Thomas starb 88-jährig im April 2011.